# Maita
Maita est un film allemand réalisé par Hubert Moest et sorti en 1920.

## Fiche technique
- Titre : Maita
- Réalisation : Hubert Moest
- Scénario : Frieda Gerson
- production : Franz Vogel pour Eiko Film
- Format : Noir et blanc - muet

## Distribution
- Kurt Middendorf
- Martha Rhema
- Hedda Vernon